# Sahib Abbas Hassan
Sahib Abbas Hassan (3 novembre 1969) è un ex calciatore iracheno, di ruolo attaccante.

## Carriera
Con la Nazionale irachena ha partecipato ai Coppa d'Asia 1996.

## Palmarès

### Individuale
- Capocannoniere del campionato irachena: 1

2005-06